# Kosteantînivka, Arbuzînka
Kosteantînivka (în ucraineană Костянтинівка) este o așezare de tip urban din raionul Arbuzînka, regiunea Mîkolaiiv, Ucraina. În afara localității principale, mai cuprinde și satul Buzke.

## Demografie
Componența lingvistică a așezării de tip urban Kosteantînivka
     Ucraineană (88,52%)
     Rusă (9,94%)
     Alte limbi (1,08%)
Conform recensământului din 2001, majoritatea populației așezării de tip urban Kosteantînivka era vorbitoare de ucraineană (88,52%), existând în minoritate și vorbitori de rusă (9,94%).